# Horton-cum-Studley
Horton-cum-Studley è un villaggio e parrocchia civile dell'Inghilterra, appartenente alla contea dell'Oxfordshire.